# Little Aston

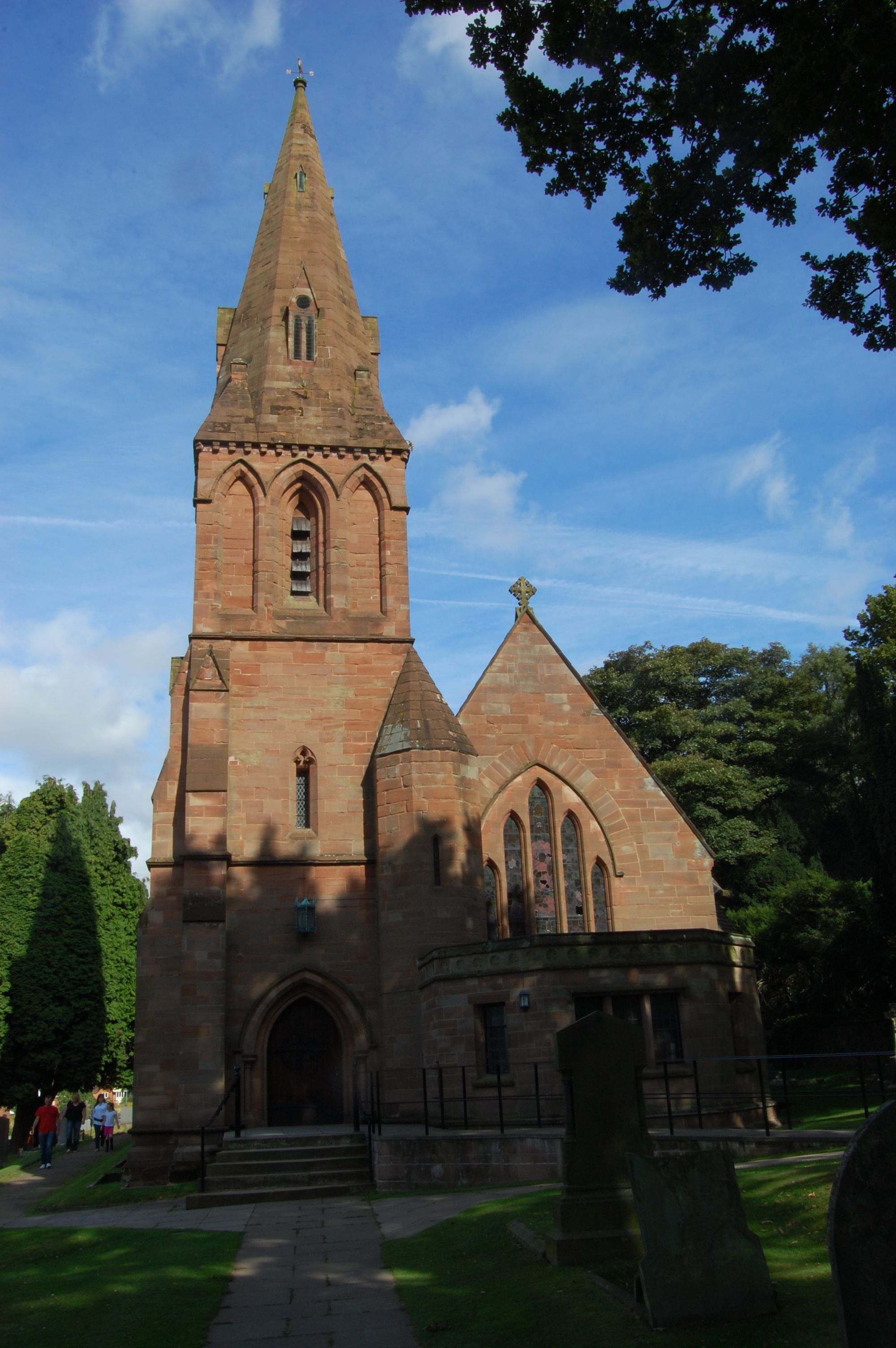
St Peter's Church ligger i Little Aston.

Little Aston är ett område i Lichfield i Staffordshire, England. Det finns över 935 hem i distriktet, varav omkring 10% är multimiljon-fastigheter. Lokalt är området känt för de många professionella fotbollsspelare (bland dem Liam Ridgewell) och framgångsrika affärsmän som bor där.